# Abdel Al Badaoui
Abdelhafid Al Badaoui Sabri (25 mei 1996) is een Marokkaans voetballer die door AD Alcorcón wordt uitgeleend aan Waasland-Beveren.

## Carrière
Al Badaoui groeide op in Spanje. Op 30 maart 2014 maakte hij zijn officiële debuut in het eerste elftal van CS Visé: in de competitiewedstrijd tegen KAS Eupen (0-0) viel hij in de 87e minuut in voor Idrissa Camará. Daarna speelde hij nog twee jaar bij de jeugdopleiding van Sint-Truidense VV en een jaar bij de jeugdopleiding van Standard Luik.
In 2017 tekende hij bij RFC Seraing, een club uit Eerste klasse amateurs. Daar scoorde hij in zijn eerste drie seizoenen respectievelijk drie, vier en zes goals. Ook in het seizoen 2020/21 scoorde hij zes competitiegoals, maar wel in Eerste klasse B. Hij droeg zo zijn steentje bij aan de promotie van de club naar de Jupiler Pro League. Al Badaoui promoveerde echter niet mee, want in juli 2021 vond hij een akkoord met de club om zijn contract te laten beëindigen. Diezelfde maand nog ondertekende hij een driejarig contract bij de Spaanse tweedeklasser AD Alcorcón.
In zijn eerste halve seizoen bij Alcorcón speelde Al Badaoui negentien officiële wedstrijden: zeventien in de competitie, en twee in de Copa del Rey. De middenvelder kwam enkel in de Copa del Rey tot scoren: in de tweede ronde scoorde hij tegen Sporting Gijón de 1-1, waardoor Alcorcón verlengingen uit de brand kon slepen. Uiteindelijk trok Gijón tijdens de verlengingen aan het langste eind.
In januari 2022 haalde Waasland-Beveren hem op huurbasis terug naar België.